# Pisseleu
Pisseleu település Franciaországban, Oise megyében. Lakosainak száma 518 fő (2022. január 1.). Pisseleu Blicourt, Juvignies, Milly-sur-Thérain, Oudeuil és Verderel-lès-Sauqueuse községekkel határos.

## Népesség
A település népességének változása:
| Lakosok száma | 452  | 485  | 493  | 500  | 503  | 506  | 509  | 515  | 518  |
|               | 2013 | 2015 | 2016 | 2017 | 2018 | 2019 | 2020 | 2021 | 2022 |